# Ngô Xuân Quảng
Ngô Xuân Quảng (1945-1972) - quê ở Thôn Cống Thôn (Làng Vịa Con), Xã Yên Viên, Gia Lâm - Hà Nội.
Ngô Xuân Quảng nhập ngũ năm 1965, trong lúc chiến sự leo thang Quảng được biên chế vào đơn vị bộ đội Phòng không và trải qua ba lần bị thương nặng.
Đầu năm 1971 do đường trơn, xe bị đổ, Quảng bị tai nạn chấn thương cột sống và liệt cả hai chân. Sau thời gian dài chữa trị tại Quân y viện, ngày 5-7-1972 Quảng đã từ trần, khi đó anh là Thiếu uý, với chức vụ Đại đội phó Pháo cao xạ, thuộc tiểu đoàn 21, sư đoàn Phòng không 375.

## Gia đình
Gia đình anh có 07 anh chị em (gồm 04 trai và 03 gái), Ngô Xuân Quảng là người con thứ hai trong gia đình, trong đó:
- Có 03 anh em là liệt sĩ, gồm có Ngô Xuân Quảng và 2 người em trai: liệt sĩ Ngô Văn Kỳ và liệt sĩ Ngô Đức Dỵ.

Hài cốt của cả ba anh em đã được Chính quyền địa phương và gia đình quy tập về an táng tại Nghĩa trang liệt sĩ Dốc Lã - Yên Thường - Gia Lâm - Hà Nội.
- Còn người em trai là ông Ngô Minh Sâm (mới mất năm 2009 do bị tai biến). Nay còn người chị cả là bà Ngô Thị Tỵ (cán bộ công tác tại Hải quan Hà Nội, đã nghỉ hưu), hiện đang sống cùng 02 người em gái là: Ngô Thị Cam và Ngô Thị Biển, ở tại quê nhà.

## Vinh danh
- Liệt sỹ Ngô Xuân Quảng được truy tặng danh hiệu Anh hùng LLVT.
- Mẹ anh là cụ Đào Thị Thỉnh được phong Bà mẹ Việt Nam anh hùng (hiện đã mất).
- Tên anh: Ngô Xuân Quảng đã được dùng để đặt cho đoạn đường từ Quốc lộ 5 qua Trụ sở Ủy ban nhân dân huyện Gia Lâm cũ. Phố nối liền đường Nguyễn Đức Thuận và Cổ Bi đến Học viện Nông nghiệp Việt Nam. Đoạn đường này có chiều dài 1.300m, rộng 12m lòng đường, mỗi bên vỉa hè rộng 5m.